# Централна статистическа агенция (Етиопия)
Централната статистическа агенция (ЦСА; на английски: Central Statistical Agency; на амхарски: የማዕከላዊ ስታቲስቲክስ ኤጀንሲ) е статистическа организация, подчинена на Министерството на финансите и икономическото развитие на Етиопия.
Нейната задача е да организира преброявания на населението, както и да води проучвания в сферата на икономиката и социалните дейности. Агенцията разполага с офиси в 25 града.

## История
Агенцията е основана през 1963 г. като Централна статистическа служба. На 9 март 1989 г. е преименувана на Централна статистическа агенция.

## Преброявания на населението
Агенцията организира преброяванията на населението през 1984, 1994 и 2007 г.